# Osroe II
Osroe II (Osroes; ΧΟΣΡΟΗΣ o ΧΩΣΡΟΗΣ; Partia, ... – Partia, 193) è stato un sovrano dei Parti.
Osroe è noto solo grazie al ritrovamento di monete recanti il suo nome. Da queste è possibile dedurre che si rivoltò contro Vologase IV, ottenendo il controllo della Media (le sue monete furono coniate nella zecca di Ecbatana), ma non riuscì a mantenere il potere con l'avvento di Vologase V.